# Midila
Midila là một chi bướm đêm thuộc họ Crambidae.

## Species
- Midila agrippina Munroe, 1970
- Midila albipes (Pagenstecher, 1892)
- Midila bordonorum Munroe, 1972
- Midila carneia Druce, 1902
- Midila centralis Munroe, 1970
- Midila crenulimargo Munroe, 1970
- Midila daphne (Druce, 1895)
- Midila discolor Munroe, 1970
- Midila equatorialis Munroe, 1970
- Midila fonteboalis Munroe, 1970
- Midila guianensis Munroe, 1970
- Midila lamia Munroe, 1970
- Midila larua Munroe, 1970
- Midila latipennis Munroe, 1970
- Midila leonila Lopez, 1985
- Midila martineziana Pastrana, 1960
- Midila poppaea Munroe, 1970
- Midila quadrifenestrata Herrich-Schäffer, [1858]
- Midila rommeli Lopez, 1985
- Midila soror Munroe, 1970
- Midila strix Munroe, 1970
- Midila sympatrica Munroe, 1970
- Midila thessala Munroe, 1970
- Midila trilineata Amsel, 1956